# Пястово (Підкарпатське воєводство)
Пястово (пол. Piastowo) — село в Польщі, у гміні Любачів Любачівського повіту Підкарпатського воєводства.
Населення — 172 особи (2011).
У 1975—1998 роках село належало до Перемишльського воєводства.

## Демографія
Демографічна структура станом на 31 березня 2011 року:
|          | Загалом | Допрацездатний вік | Працездатний вік | Постпрацездатний вік |
| -------- | ------- | ------------------ | ---------------- | -------------------- |
| Чоловіки | 87      | 13                 | 64               | 10                   |
| Жінки    | 85      | 15                 | 49               | 21                   |
| Разом    | 172     | 28                 | 113              | 31                   |